# Пандорина
Пандорина (Pandorina) са род зелени, едноклетъчни, еукариотни водорасли съставени предимно от 8, 16 или 32 клетки. Клетките са яйцевидни, а понякога крушевидни. Всяка клетка има две камшичета, два контрактилни вакуола използвани за изхвърлянето на излишна вода от клетката, едно пигментово петно използвано за долавянето на светлина (която се улавя и се превръща в енергия), един хлоропласт и поне един пиреноид.
Клетките използват своите камшичета, за да се придвижват в олюляващо се или по-скоро „плуващо“ движение.
Този вид водорасло образува колонии, които се простират на дължина между 50 и 250 µm. Колониите съдържат между 16 и 32 клетки.